# Сан Брицио (Мантова)
Сан Брицио је насеље у Италији у округу Мантова, региону Ломбардија.
Према процени из 2011. у насељу је живело 187 становника. Насеље се налази на надморској висини од 33 м.